# Vrbica (Žepče, BiH)
Vrbica je naseljeno mjesto u sastavu općine Žepče, FBiH, BiH. Do 2001. godine naselje se nalazilo u sastavu općine Zavidovići.

## Stanovništvo
Nacionalni sastav stanovništva 1991. godine, bio je sljedeći:
ukupno: 600
- Hrvati - 357
- Muslimani - 242
- ostali, neopredijeljeni i nepoznato - 1

## Vanjske poveznice
- Satelitska snimka  Arhivirana inačica izvorne stranice od 20. rujna 2008. (Wayback Machine)